# Maciej Dołęga (piłkarz)
Maciej Dołęga (ur. 22 stycznia 1975 w Przemyślu) – polski piłkarz występujący na pozycji napastnika.
Wychowanek klubu Czuwaj Przemyśl. Grał w Cracovii, Stomilu Olsztyn, Pogoni Szczecin, KSZO Ostrowiec Świętokrzyski, TuS Celle FC, Persib Bandung (Indonezja). Ostatni sezon w swojej karierze (2003/2004) spędził w Drwęcy Nowe Miasto Lubawskie.
W I lidze wystąpił w 24 meczach i zdobył 1 gola, w barwach Stomilu Olsztyn w 83 min. wyjazdowego meczu z ŁKS-em Łódź (2 maja 1998, 1-3).